# Nesopupa rodriguezensis
Nesopupa rodriguezensis је пуж из реда Stylommatophora и фамилије Pupillidae. 

## Угроженост
Подаци о распрострањености ове врсте су недовољни.

## Распрострањење
Маурицијус је једино познато природно станиште врсте.

## Станиште
Врста Nesopupa rodriguezensis има станиште на копну.